# Paola Volpato
Paola Volpato Martin (Santiago, 5 de agosto de 1969) es una actriz chilena.

## Biografía
Nació el 5 de agosto de 1969 en Santiago. Es hija de Roberto Volpato de Vettor; médico, y de Rocío Martin Pino; enfermera. Tiene tres hermanos; Gian; médico, Caterina; diseñadora, y Francesca Volpato; psicóloga. Por parte paterna, es nieta de Gaetano Volpato (f. 1966); sastre, y de Elsa de Vettor (n. 1908-f. 2001), ambos inmigrantes italianos, nacidos en Venecia.
Cursó sus estudios básicos y secundarios en la Scuola Italiana Vittorio Montiglio, en Las Condes. Ingresó a la Facultad de Artes de la Universidad de Chile a estudiar Artes escénicas, egresó en 1992. Fue alumna de Fernando González.

## Vida personal
Contrajo matrimonio el 3 de enero de 1993 con Felipe Castro; actor y director de teatro, con quien tiene dos hijos: Manuel (nacido en 1997); actor, y Simón Castro (nacido en 2000); químico ambiental.

## Carrera artística
Volpato empezó su carrera como actriz con una pequeña aparición en Rojo y miel (1994) de Televisión Nacional de Chile. Durante los años posteriores intervino en diversos roles de reparto de María Eugenia Rencoret en producciones como Tic tac (1997), Aquelarre (1999), Amores de mercado (2001) y Destinos cruzados (2004). Luego de una larga carrera en roles secundarios, a partir del 2009, su carrera despegó en el formato de telenovelas, debido a su papel de Consuelo Domínguez en ¿Dónde está Elisa?  (2009), la cual la posicionó como uno de los personajes antagonistas más recordadas de la televisión chilena. Desde 2014 consagró su popularidad en televisión con Pituca sin lucas y se transformó en la principal actriz de la cadena Mega.
En cine, sólo ha intervenido en dos producciones, en 2002 obtiene el reconocimiento del jurado del Festival Internacional de Cine de Viña del Mar, quien le otorga por unanimidad el premio a la Mejor actriz por su rol en la película Tres noches de un sábado dirigida por Joaquín Eyzaguirre.

## Filmografía
| Año  | Título                     | Papel                  | Director           |
| ---- | -------------------------- | ---------------------- | ------------------ |
| 2002 | Tres noches de un sábado   | Eugenia                | Joaquín Eyzaguirre |
| 2017 | ...Y de pronto el amanecer | Esposa de Pancho (voz) | Silvio Caiozzi     |
| 2018 | El príncipe                | Elena                  | Sebastián Muñoz    |

## Televisión
| Año  | Título                   | Papel                              | Rol          | Actriz principal     |
| ---- | ------------------------ | ---------------------------------- | ------------ | -------------------- |
| 1994 | Rojo y miel              | Isabel Andrade                     | Secundario   | Ángela Contreras     |
| 1995 | Juegos de fuego          | Javiera Spencer                    | Secundario   | Alejandra Fosalba    |
| 1996 | Loca piel                | María Olivia Carter                | Secundario   | Javiera Contador     |
| 1997 | Tic Tac                  | Jocelyn Silva                      | Secundario   | Leonor Varela        |
| 1998 | Borrón y cuenta nueva    | María Elena Izquierdo              | Secundario   | Patricia Rivadeneira |
| 1999 | Aquelarre                | Gustava Patiño                     | Secundario   | Sigrid Alegría       |
| 2001 | Amores de mercado        | Victoria Tapia                     | Secundario   | Ángela Contreras     |
| 2002 | Purasangre               | Matilde Godoy                      | Secundario   | Patricia López       |
| 2003 | Pecadores                | Aída Montero                       | Secundario   | Francisca Imboden    |
| 2004 | Destinos cruzados        | Cecilia Zamudio                    | Antagonista  | Aline Kuppenheim     |
| 2005 | Versus                   | María Elsa Pereira                 | Secundario   | María José Urzúa     |
| 2006 | Disparejas               | Florencia Aguilar                  | Secundario   | Katyna Huberman      |
| 2007 | Alguien te mira          | Eva Zanetti                        | Secundario   | Sigrid Alegría       |
| 2007 | Amor por accidente       | Blanca Del Bosque                  | Secundario   | Ángela Contreras     |
| 2009 | ¿Dónde está Elisa?       | Consuelo Domínguez                 | Antagonista  | Sigrid Alegría       |
| 2009 | Los ángeles de Estela    | Paloma Subercaseaux                | Secundario   | María Elena Swett    |
| 2010 | 40 y tantos              | Loreto Estévez                     | Protagonista | Protagonista         |
| 2011 | Su nombre es Joaquín     | Dolores Briceño                    | Coprincipal  | Luciana Echeverría   |
| 2012 | Reserva de familia       | Paula Risopatrón                   | Protagonista | Protagonista         |
| 2013 | Socias                   | Montserrat Silva                   | Coprincipal  | María Elena Swett    |
| 2014 | Pituca sin lucas         | María Teresa Achondo               | Protagonista | Protagonista         |
| 2016 | Pobre gallo              | Patricia Flores                    | Protagonista | Protagonista         |
| 2017 | Perdona nuestros pecados | Ángela Bulnes                      | Antagonista  | Mariana Di Girolamo  |
| 2018 | Isla paraíso             | Carolina Miranda / Celeste Miranda | Protagonista | Protagonista         |
| 2021 | Edificio corona          | Ágata Cárdenas                     | Coprincipal  | María Gracia Omegna  |
| 2022 | Hijos del desierto       | Antonia Williams                   | Antagonista  | María José Weigel    |
| 2024 | Al sur del corazón       | Emilia Bravo                       | Protagonista | Protagonista         |
| 2025 | Aguas de oro             | Mariana Rioseco                    | Antagonista  | Carolina Arregui     |

| Año  | Título                       | Papel               | Notas                             |
| ---- | ---------------------------- | ------------------- | --------------------------------- |
| 1994 | Soltero a la medida          | Irma                | Rol de soporte                    |
| 1998 | Mi abuelo, mi nana y yo      | Sofía               | 2 episodios                       |
| 2004 | Loco por ti                  | Lisa                | Rol de soporte                    |
| 2005 | Tiempo final: en tiempo real | Sofía               | Episodio: Simulacro               |
| 2005 | La vida es una lotería       | Amanda              | Episodio: El trato                |
| 2008 | Herederos                    | Trinidad Vargas     | Episodio: ¿?                      |
| 2020 | Historias de cuarentena      | Lorena Ramos        | Rol de soporte                    |
| 2021 | Isabel                       | María Teresa Juárez | Episodio: El costo de la libertad |
| 2023 | Casado con hijos             | Perla Montero       | Episodio: La patrona              |

## Publicidad
- Ceresita (2012) - Protagonista del comercial
- Santa Isabel (2015) - Protagonista del comercial
- Probiflora (2018) - Protagonista de comercial

## Premios y nominaciones
| Premio                                 | Año  | Categoría                              | Producción                 | Resultado |
| -------------------------------------- | ---- | -------------------------------------- | -------------------------- | --------- |
| Premios Apes                           | 2002 | Mejor actriz de reparto de televisión  | Purasangre                 | Nominada  |
| Premios Apes                           | 2009 | Mejor actriz de televisión             | ¿Dónde está Elisa?         | Ganadora  |
| Premio Altazor de las Artes Nacionales | 2010 | Mejor actriz de televisión             | ¿Dónde está Elisa?         | Nominada  |
| Copihue de Oro                         | 2010 | Actriz popular                         | 40 y tantos                | Nominada  |
| Copihue de Oro                         | 2015 | Actriz popular                         | Pituca sin lucas           | Nominada  |
| Copihue de Oro                         | 2016 | Actriz popular                         | Pobre gallo                | Nominada  |
| Copihue de Oro                         | 2017 | Actriz popular                         | Perdona nuestros pecados   | Nominada  |
| Copihue de Oro                         | 2018 | Actriz popular                         | Perdona nuestros pecados 2 | Nominada  |
| Copihue de Oro                         | 2019 | Actriz popular                         | Isla Paraíso               | Ganadora  |
| TV Grama                               | 2014 | Actriz popular                         | Pituca sin lucas           | Ganadora  |
| Premios Caleuche                       | 2016 | Mejor actriz protagónica de teleseries | Pituca sin lucas           | Nominada  |
| Premios Caleuche                       | 2017 | Premio del público                     | Premio del público         | Ganadora  |
| Premios Caleuche                       | 2017 | Mejor actriz protagónica de teleseries | Pobre gallo                | Nominada  |
| Premios Caleuche                       | 2018 | Mejor actriz protagónica de teleseries | Perdona nuestros pecados   | Nominada  |
| Produ Awards                           | 2022 | Mejor actriz de reparto                | Hijos del desierto         | Ganadora  |
| Produ Awards                           | 2024 | Mejor actriz principal                 | Al sur del corazón         | Nominada  |
| Premios Cordillera                     | 2024 | Mejor actriz protagónica de televisión | Al sur del corazón         | Nominada  |